# Momiji Nishiya
Momiji Nishiya (西矢 椛, Nishiya Momiji), née le 30 août 2007 à Matsubara (Japon), est une skateboardeuse japonaise. Le 26 juillet 2021, elle est sacrée championne olympique du street aux Jeux olympiques d'été de 2020 à seulement 13 ans.

## Biographie
Momiji Nishiya est originaire d'une famille pratiquant le snowboard.

## Carrière
Momiji Nishiya remporte à onze ans un prix aux X Games en 2021, avant de finir seconde aux championnats du monde de Rome.
Âgée de seulement 13 ans, elle remporte la médaille d'or du street lors des épreuves de skateboard aux Jeux olympiques d'été de 2020. Elle gagne aussi le fise (fédération international de sports extrême) d'Hiroshima.